# Земята преди време
„Земята преди време“ (на английски: The Land Before Time) е американски-ирландски анимационен филм от 1988 г. на режисьора и продуцента Дон Блът, по сценарий на Стю Крийджър, Джуди Фридбърг и Тони Гейс. Музиката е композирана от Джеймс Хорнър. Продуциран е от Amblin Entertainment, Sullivan Bluth Studios и Lucasfilm. Филмът излиза на екран на 18 ноември 1988 г.